# Pachythrix smaragdistis
Pachythrix smaragdistis là một loài bướm đêm trong họ Noctuidae.